# David McKienzie
David McKienzie (ur. 5 lipca 1979 w Denver, Kolorado) – amerykański siatkarz.
Od sezonu 2005/2006 występował w Polskiej Lidze Siatkówki. W zespole AZS Częstochowa grał razem z dwoma innymi Amerykanami Brookiem Billingsem i Phillip'em Eathertonem. W sezonie 2006/2007 zmienił barwy klubowe na Fenerbahce Stambuł.

## Rodzina
Jego rodzice William i Elvira grali w siatkówkę, a następnie zostali trenerami. David zainteresował się siatkówką dzięki swojej siostrze Joy McKienzie-Fuerbringer, która grała dla Long Beach State University. Obecnie pracuje ona jako asystentka trenera UCLA women’s volleyball team. Mężem Joy jest amerykański siatkarz Matt Fuerbringer. Rodzice Dawida poznali się na Filipinach, gdzie William trenował tamtejszą drużynę narodową, w której grała wówczas Elvira. Wzięli ślub w 1971 na Filipinach, a następnie przeprowadzili się do USA, do stanu Kolorado. W 2001 David ukończył Long Beach State University.